# Chiến dịch Serbia
Chiến dịch Serbia là tên của một chuỗi các trận giao tranh giữa Vương quốc Serbia và Vương quốc Montenegro với các nước Liên minh Trung tâm gồm Đế quốc Áo-Hung, Đế quốc Đức và Vương quốc Bulgaria kéo dài từ ngày 28 tháng 7 năm 1914 đến tháng 11 năm 1915 tại Serbia và một phần nhỏ khu vực Bosna và Hercegovina, là một phần của Mặt trận Balkan trong Chiến tranh thế giới thứ nhất.
Ngày 28 tháng 7 năm 1914, Áo-Hung tuyên chiến với Serbia, sự kiện chính thức mở màn Chiến tranh thế giới thứ nhất và bắt đầu pháo kích Belgrade, thủ đô Serbia. Trong tháng 8, Serbia đẩy lùi Áo-Hung trong trận Cer. Đến tháng 9, Serbia mở cuộc phản công vào Syrmia đã phải rút lui sau khi Áo-Hung đe dọa Belgrade lần nữa. Cuộc tấn công thứ ba và cũng và lớn nhất của Áo-Hung trong năm 1914, trận Kolubara, diễn ra từ ngày 6 tháng 11 và quân Áo đã chiếm được Belgrade vào ngày 2 tháng 12 nhưng sau đó quân Serbia tổng phản công giải phóng Belgrade và đẩy quân Áo về lại bên kia biên giới. Năm 1914 kết thúc với việc Áo-Hung không thể chiếm được Serbia như dự tính.
Tháng 10 năm 1915, Bulgaria quyết định tham chiến về phe Liên minh Trung tâm tạo bước ngoặt cho mặt trận Sebia. Ngày 6 tháng 10 năm 1915, Serbia bị liên quân Đức-Áo-Hung do tướng August von Mackensen tấn công từ hướng bắc và quân Bulgaria tấn công từ hướng đông. Chỉ nhận được sự chi viện hạn chế của đồng minh từ Salonika (Thessaloniki), trong thế bị áp đảo quân số, Serbia nhanh chóng bị đánh bại và tàn quân Serbia phải triệt thoái sang Albania. Đến cuối tháng 11 năm 1915, toàn bộ Serbia chính thức bị Liên minh Trung tâm chiếm đóng cho đến tận cuối chiến tranh vào tháng 11 năm 1918.

## Bối cảnh
Sau chiến tranh Nga-Thổ 1877–78 với sự thất bại của Đế quốc Ottoman, một loạt nhà nước ở khu vực Balkan đã được thành lập hoặc giành được độc lập từ tay Đế quốc Ottoman như România, Serbia, Montenegro và Bulgaria. Bên cạnh đó, Hội nghị Berlin diễn ra không lâu sau cuộc chiến đã khơi mào mối bất hòa giữa Đế quốc Nga và Đế quốc Áo-Hung khi trao vùng Bosna và Hercegovina từ Ottoman sang cho Áo-Hung.
Từ năm 1903, quan hệ ngoại giao giữa Serbia và Áo-Hung bắt đầu xấu đi sau cuộc đảo chính đưa Vua Peter I lên ngôi tại Serbia và vị vua này quyết định liên minh với Nga. Năm 1906, Áo-Hung đóng cửa biên giới, ngăn không cho Serbia xuất khẩu nông sản vào nước này. Hai năm sau đó, quan hệ Serbia-Áo và Nga-Áo ngày càng căng thẳng với sự kiện Áo-Hung chính thức sáp nhập Bosna và Hercegovina. Việc sáp nhập này đã khiến Serbia thậm chí còn kêu gọi chiến tranh với Áo-Hung nhưng do không nhận được sự ủng hộ từ Nga nếu chiến tranh xảy ra nên chính phủ Serbia đã từ bỏ ý định. Tình trạng này đã khiến khu vực Balkan được đánh giá là “thùng thuốc súng của châu Âu.”

### Các cuộc chiến tranh Balkan
Chiến tranh Balkan lần thứ nhất giữa Liên minh Balkan và Đế quốc Ottoman đã kết thúc với thắng lợi của các nước Balkan: Bulgaria, Serbia, Montenegro và Hy Lạp mở rộng được lãnh thổ; Ottoman mất gần như tất cả những lãnh thổ của họ ở châu Âu và nước Albania ra đời. Sau đó, giữa Bulgaria và hai đồng minh Serbia, Hy Lạp phát sinh mâu thuẫn về vấn đề phân chia lãnh thổ giành được nên Bulgaria vào ngày 29 tháng 6 năm 1913 đã tấn công Serbia, mở đầu Chiến tranh Balkan lần thứ hai. Các nước khác như România, Montenegro và Đế quốc Ottoman đứng về phía Serbia. Kết quả là Bulgaria bại trận và mất gần hết những lãnh thổ mà họ giành được trong Chiến tranh Balkan lần thứ nhất, chỉ còn lại một vùng nhỏ Macedonia và Thrace.

### Khủng hoảng Tháng bảy
Nguyên nhân trực tiếp dẫn đến việc Đế quốc Áo-Hung tuyên chiến với Serbia cũng như của Chiến tranh thế giới thứ nhất là vụ ám sát thái tử Áo-Hung Franz Ferdinand tại Sarajevo, Bosna. Ngày 28 tháng 6 năm 1914, khi thái tử Franz Ferdinan bị một số thành viên của Tổ chức Bàn tay đen thực hiện kế hoạch ám sát tại Sarajevo. Áo-Hung đã gửi tối hậu thư cho Serbia vào ngày 23 tháng 7 với nghi ngờ Belgrade lên kế hoạch cho cuộc ám sát. Tối 25 tháng 7, Serbia gửi tối hậu thư đến đại sứ Áo-Hung quyết tâm hòa giải cuộc xung đột nhưng Áo-Hung vẫn không chấp thuận và tuyên bố cắt đứt quan hệ ngoại giao với Serbia. Ngày 28 tháng 7 năm 1914, Áo-Hung tuyên chiến với Serbia và trong cùng ngày hôm đó người Serbia đã phá hủy toàn bộ các cây cầu bắc qua sông Sava và Danube để ngăn việc Áo-Hung sử dụng chúng để tấn công nước này. Một ngày sau đó, Belgrade bị pháo kích, Chiến tranh thế giới thứ nhất cũng như chiến sự tại mặt trận Serbia chính thức bùng nổ.

## Lực lượng và kế hoạch của các bên (1914)

### Đế quốc Áo-Hung

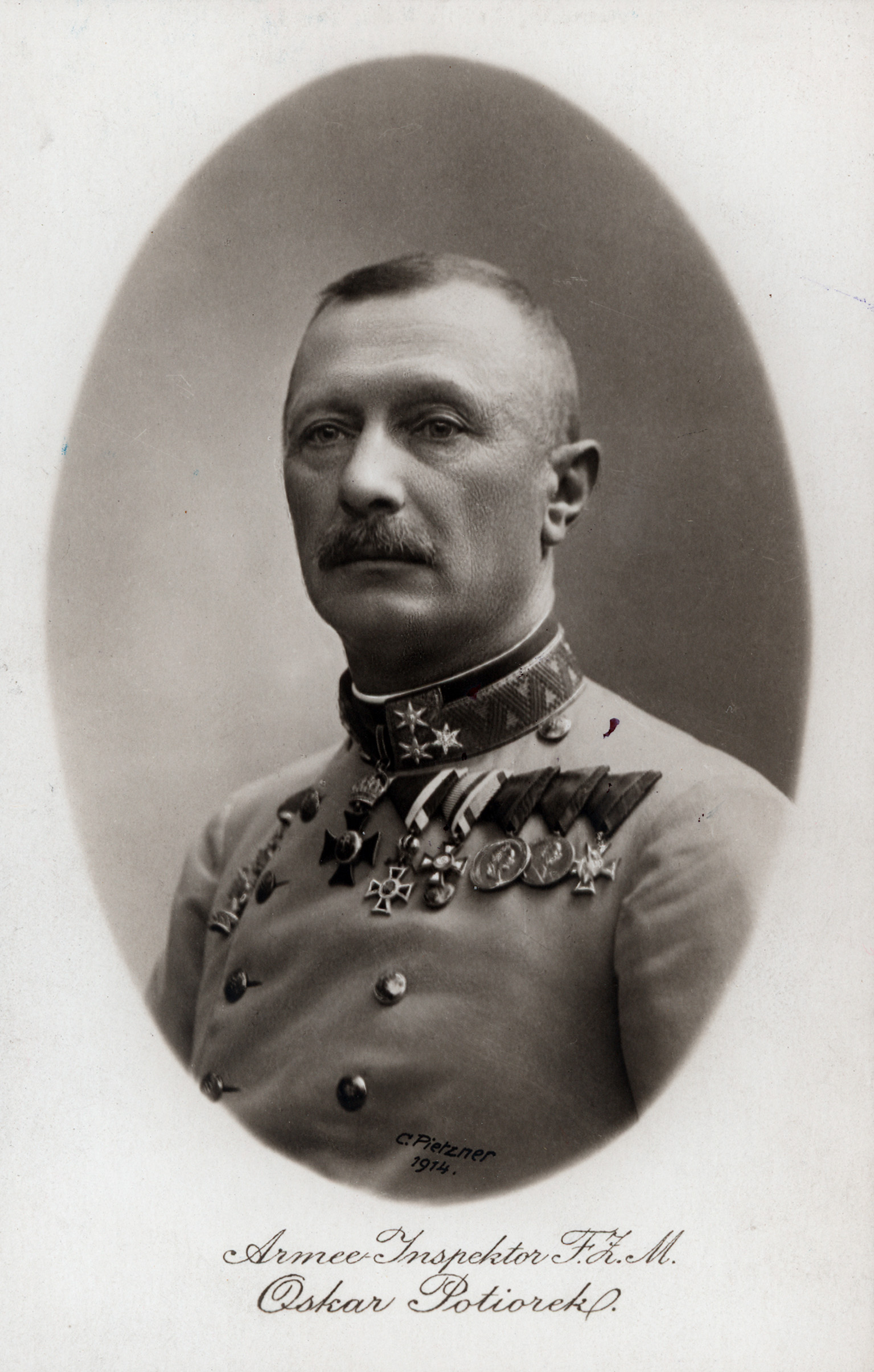
Đại tướng Oskar Potiorek, toàn quyền Bosna và Hercegovina, người chỉ huy quân đội Áo-Hung tấn công Serbia vào tháng 8 năm 1914.

Trước khi chiến tranh bùng nổ, tổng quân số quân đội Áo-Hung có khoảng 415.000 người và sau khi tổng động viên, quân số tăng lên đến 3.350.000 quân nhưng số lượng thực tế có thể chiến đấu chỉ là 1.421.000 quân. Quân số Áo-Hung tham gia tấn công Serbia chỉ vào khoảng 200.000 quân so với ước tính 308.000 quân ban đầu, do phần lớn Tập đoàn quân số 2 của Áo-Hung đã phải đưa sang mặt trận Galicia đối đầu với Nga, chỉ còn lại Tập đoàn quân số 5 và Tập đoàn quân số 6. Bốn mươi phần trăm (40%) lực lượng trên là người Nam Slavơ sinh sống trên lãnh thổ Áo-Hung. Có tổng cộng 18 sư đoàn Áo-Hung tham gia tấn công Serbia vào năm 1914.
Điểm mạnh của quân đội Áo-Hung là có nhiều súng trường hiện đại và có số súng máy và pháo gấp đôi quân đội Serbia, bên cạnh đó có nhiều đạn dược hơn và khả năng vận tải tốt hơn. Cơ sở hạ tầng công nghiệp của Áo-Hung cũng cao hơn Serbia. Tuy nhiên yếu điểm là tính đa dân tộc của quân đội nước này. Trong khi quân số đa phần là người Slavơ nhưng ngôn ngữ chỉ huy lại là tiếng Đức, nên mỗi người lính Slavơ phải học 80 từ tiếng Đức căn bản để hiểu mệnh lệnh. Quân đội nước này cũng không tham gia một cuộc chiến lớn nào trước năm 1914 nên không có kinh nghiệm chiến đấu và quân lính không được huấn luyện kỹ.
Tổng chỉ huy các lực lượng Áo-Hung tham gia tấn công Serbia là Đại tướng Oskar Potiorek, người đã không thể bảo vệ được cho Thái tử Franz Ferdinand trong sự kiện ám sát tại Sarajevo. Conrad von Hötzendorf, tổng tham mưu trưởng quân đội Áo-Hung, tin rằng Áo-Hung sẽ đánh bại Serbia trước khi Nga tổng động viên xong. Kế hoạch cho cuộc chiến với Serbia ban đầu dự tính ba tập đoàn quân: Tập đoàn quân số 6, gồm hai quân đoàn XV và XVI tập trung quanh Sarajevo và Mostar; Tập đoàn quân số 5, gồm hai quân đoàn VIII và XIII, tập trung dọc dòng sông Drina, phía bắc Zvornik; và Tập đoàn quân số 2, gồm hai quân đoàn IV và IX bố trí ở phía bắc, đối mặt quân Serbia dọc sông Sava. Một quân đoàn độc lập, Quân đoàn VII được bố trí gần Belgrade nhất. Tập đoàn quân số 2 được dự tính sẽ hỗ trợ Tập đoàn quân số 5 vượt sông Danube trước khi chính thức đưa đến Galicia.

### Serbia

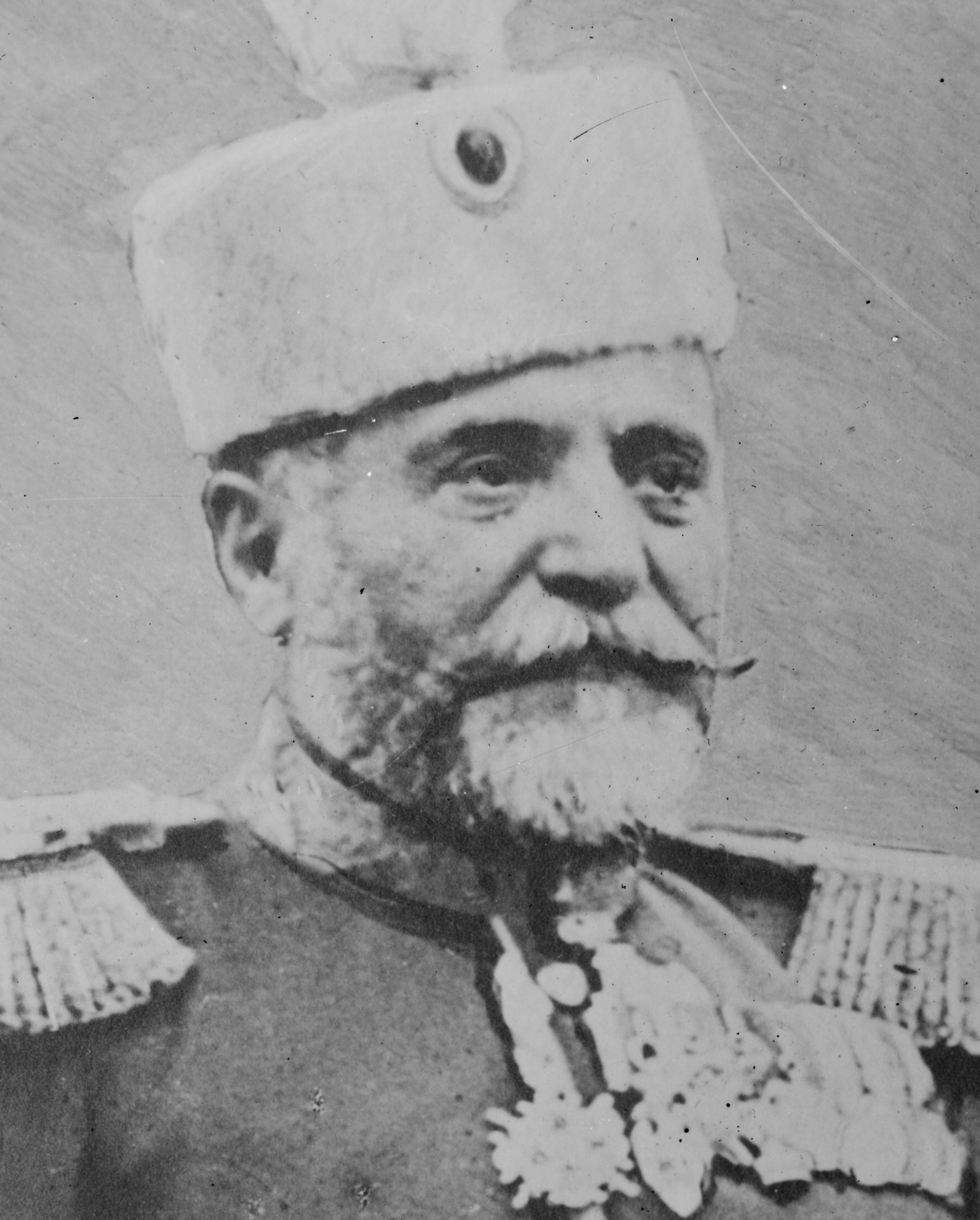
Thống chế Radomir Putnik, tổng tham mưu trưởng và là người chỉ huy trên thực tế quân đội Serbia vào tháng 8 năm 1914.

Chính phủ Belgrade ra lệnh tổng động viên từ ngày 23 tháng 7 và cho đến cuối tháng đã có quân số ước tính 450.000 người Lực lượng chính đối đầu với Áo-Hung là bốn tập đoàn quân 1, 2, 3 và Užice, tổng quân số 180.000 người. Quân đội Serbia cũng chỉ đang trong quá trình hồi phục sau Các cuộc chiến tranh Balkan, cuộc chiến đã cướp đi sinh mạng 36.000 lính Serbia và 55.000 người khác bị thương nặng, bằng cách tuyển quân từ các vùng đất mới chiếm được. Về vũ khí, quân đội nước này thiếu hụt về pháo và đang trong giai đoạn bổ sung đạn dược. Lính Serbia cũng thiếu cả các trang bị cơ bản, nhiều lính mới tuyển mộ thậm chí không được trang bị giày và nhiều đơn vị không có đồng phục trừ áo choàng tiêu chuẩn và mũ truyền thống Serbia gọi là šajkača. Súng trường cũng trong tình trạng thiếu hụt với ước tính khi quân đội Serbia được tổng động viên toàn bộ, có khoảng 50.000 lính Serbia sẽ không được trang bị gì cả. Đó là chưa kể một bộ phận quân đội nước này còn phải được sử dụng cho nhiệm vụ chống các cuộc nổi dậy của người Albania và mối đe dọa từ Bulgaria.
Lợi thế của Serbia so với Áo-Hung là nhiều người lính thuộc quân đội nước này là cựu binh trong Các cuộc chiến tranh Balkan nên có nhiều kinh nghiệm chiến đấu và được huấn luyện tốt hơn. Tinh thần người lính Serbia cũng cao hơn, bù đắp cho sự thiếu hụt về vũ khí so với đối phương. Địa hình Serbia cũng thuận lợi cho việc phòng thủ với địa hình đồi núi, đường sá khó di chuyển và ba rào cản tự nhiên ở biên giới là sông Drina, sông Danube và sông Sava.
Quân đội Serbia được đặt dưới sự chỉ huy trên danh nghĩa của Thái tử Alexander, còn trên thực tế là Tổng tham mưu trưởng, Thống chế Radomir Putnik, người đã có kinh nghiệm lãnh đạo quân đội nước này trong cuộc chiến tranh Balkan. Kế hoạch của Thống chế Putnik là bố trí các lực lượng của mình ở trung tâm để chờ đón cuộc tấn công từ các hướng. Mục tiêu của ông là tìm cách giữ vững vị trí ở các con sông trọng yếu, xác định địa điểm vượt sông của đối phương và tấn công khi có lợi thế.

## Diễn biến năm 1914

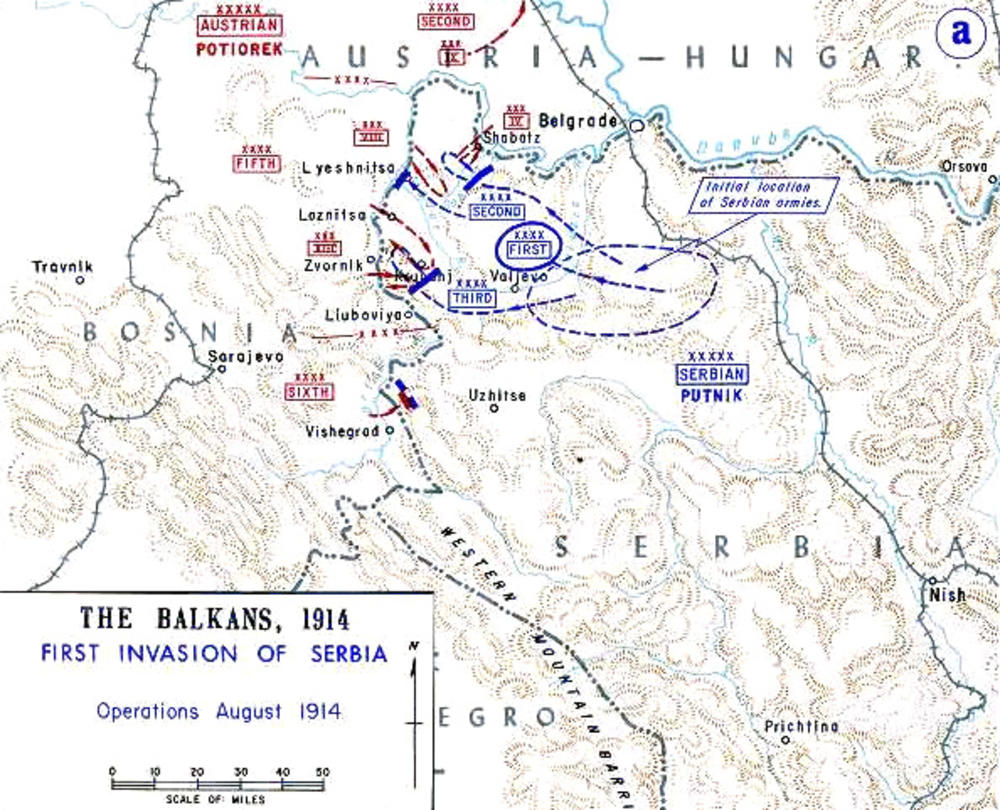
Bản đồ cuộc tấn công đầu tiên của Áo-Hung vào Serbia, tháng 8 năm 1914

Ngày 12 tháng 8, Tập đoàn quân số 5 Áo-Hung vượt sông Drina ở đoạn hạ lưu. Trong cùng ngày, Tập đoàn quân số 2 Áo-Hung vượt sông Sava đến phía bắc thị trấn Šabac. Đến ngày 14 tháng 8, trên một trận tuyến dài khoảng 160 km, quân đội Áo-Hung đã vượt sông thành công và tập trung về Valjevo. Tập đoàn quân số 2 và số 5 của Áo-Hung tiến về hướng Belgrade, nơi họ chạm trán ba tập đoàn quân số 1, 2 và 3 của Serbia.

### Trận Cer
Putnik dự đoán hướng tấn công ban đầu của Áo-Hung sẽ từ hướng bắc do đó nhận định việc quân Áo vượt sông Drina chỉ là nhằm nghi binh. Tuy nhiên sau ba ngày đầu tiên, ông nhận ra đây đúng là hướng tấn công chính của quân Áo và bắt đầu có hành động điều động quân. Một lực lượng nhỏ Serbia được tung ra cầm chân quân Áo tại Šabac trong khi lực lượng chính hướng về đầu cầu sông Drina.
Ngày 15 tháng 8, lính Serbia và Áo-Hung bắt đầu chạm trán với nhau tại sườn núi Cer. Sau bốn ngày giao tranh ác liệt, quân Áo buộc phải tháo chạy, vượt sông Drina để trở về bờ bên kia. Trận Cer là chiến thắng đầu tiên của khối quân sự phe Hiệp ước trước phe Liên minh trung tâm trong Chiến tranh thế giới thứ nhất. Áo-Hung chịu thương vong 38.000 quân và 4.500 quân bị bắt làm tù binh trong khi Serbia cũng chịu thương vong 18.000 quân.

### Trận Drina

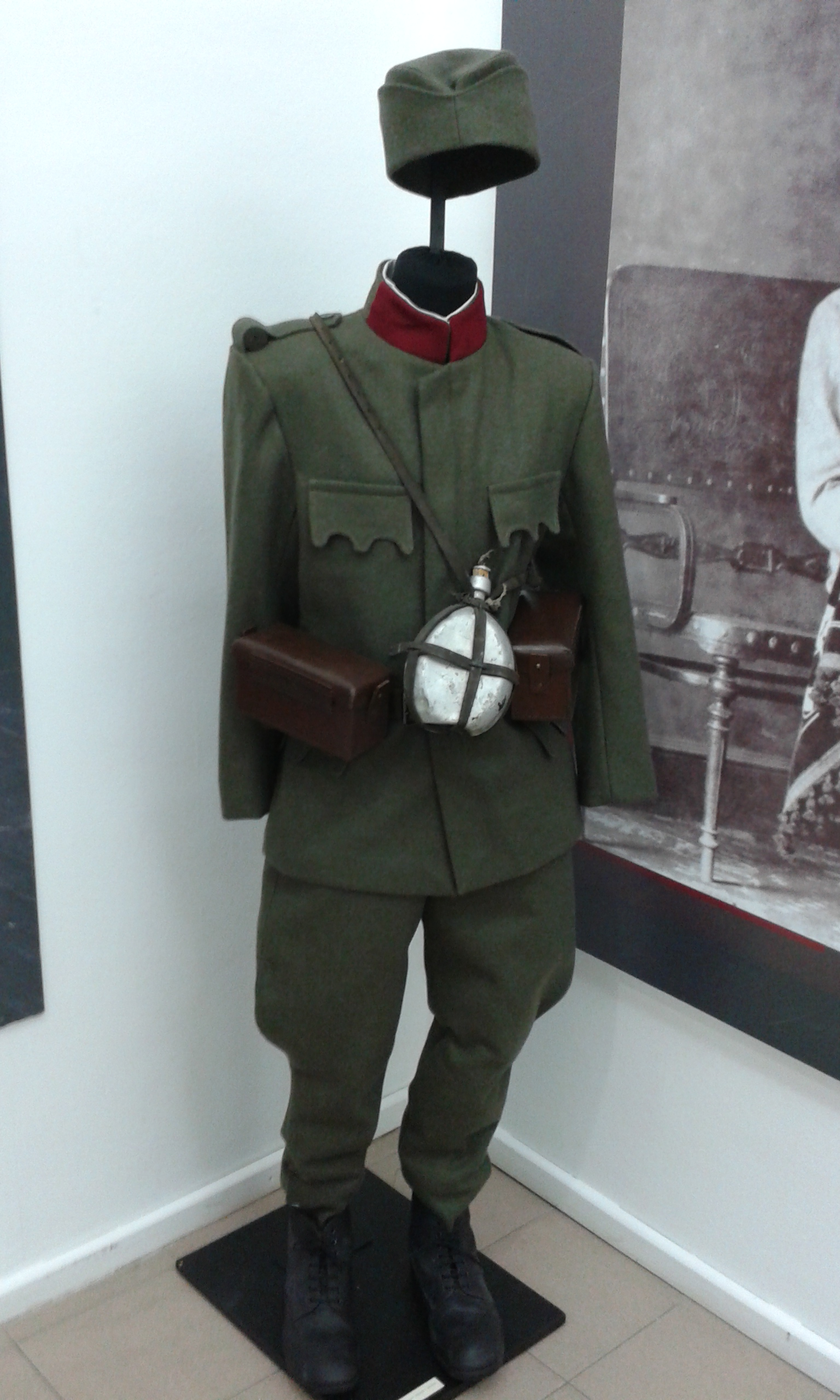
Quân phục một người lính Serbia năm 1914

Do áp lực từ đồng minh Nga, Serbia phải mở một cuộc phản công nhỏ bằng Tập đoàn quân số 1 vào lãnh thổ Áo-Hung, vùng Syrmia, với mục tiêu cầm chân quân Áo trong việc điều quân sang mặt trận Galicia. Ngày 6 tháng 9, Tập đoàn quân số 1 vượt sông Sava. Trước tình thế đó, Potiorek quyết định tấn công Serbia lần hai. Vào ngày 7 tháng 8, lính Áo-Hung lại vượt sông Drina với Tập đoàn quân số 5 và Tập đoàn quân số 6.
Tập đoàn quân số 5 Áo-Hung bị đẩy lùi với thương vong 4.000 người. Riêng Tập đoàn quân số 6 thành công hơn trong việc đối đầu với Tập đoàn quân số 3 Serbia ở giai đoạn đầu, tuy nhiên sau đó đã phải rút lui từ ngày 17 tháng 9 do lo ngại hở sườn phía nam và cuộc tấn công của Tập đoàn quân Užice và lính Montenegro vào Srebrenica và Pale phía đông Bosna. Trong những lần vượt sông Drina từ đầu tháng 9, Tập đoàn quân số 6 Áo-Hung chịu thương vong hơn 20.000 người. 

### Trận Kolubara

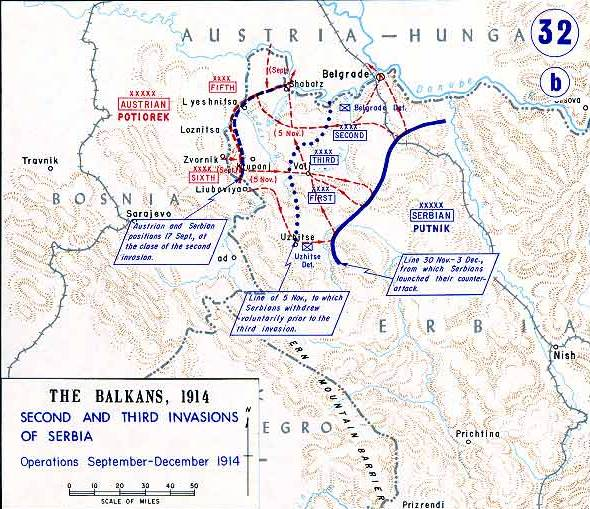
Bản đồ miêu tả cuộc tấn công thứ hai và thứ ba của Áo-Hung vào Serbia trong tháng 9 và tháng 11-12 năm 1914.

Nhận ra những khó khăn mà quân đội Serbia phải chịu, Áo-Hung quyết định mở một cuộc tấn công mới vào Serbia trước mùa đông. Armeeoberkommando (Bộ tư lệnh quân đội Áo-Hung - AOK) nhận định một khi Serbia bị tiêu diệt, các quốc gia đang tuyên bố trung lập như Bulgaria, România và Hy Lạp sẽ tham gia cuộc chiến về phe Liên minh Trung tâm và điều này cũng ngăn không cho Ý mở mặt trận khác chống lại Áo-Hung.
Cuộc tấn công lần thứ ba của Áo-Hung vào Serbia chính thức bắt đầu từ ngày 6 tháng 11 năm 1914. Quân Serbia bị áp đảo về quân số và thiếu hụt đạn dược chống trả kịch liệt nhưng sau cùng cũng buộc phải có sự rút lui chiến lược để bảo toàn lực lượng. Ăn mừng lớn đã diễn ra ở Vienna khi lính Áo-Hung tiến vào Valjevo ngày 15 tháng 11. Không đủ sức phòng thủ trên tuyến phòng thủ đã quá dài, Bộ chỉ huy Tối cao Serbia quyết định bỏ Belgrade. Thành phố được di tản từ ngày 29 tháng 11 và đến ngày 2 tháng 12, Tập đoàn quân số 5 Áo-Hung tuyên bố chiếm được Belgrade.
Nhận được tiếp viện kịp thời của đồng minh Pháp và Nga từ Salonika và nhận ra quân Áo-Hung cũng ở trong tình trạng kiệt sức, Putnik hạ lệnh tổng phản công nhắm vào Tập đoàn quân số 6 Áo-Hung vào ngày 2 tháng 12 và vua Peter I dù đã 70 tuổi vẫn cầm súng tham gia chiến đấu trong cuộc phản công này. Đến ngày 9 tháng 12, Tập đoàn quân số 6 Áo-Hung phải rút chạy từ Serbia về Syrmia. Potiorek cũng buộc lòng phải ra lệnh Tập đoàn quân số 5 bỏ Belgade và lính Serbia giải phóng thành phố vào ngày 15 tháng 12.
Thất bại trong cả ba lần tấn công Serbia vào năm 1914 khiến Áo-Hung chịu tổn thất gần 274.000 quân trong tổng số 450.000 quân ban đầu (trong số đó có 7.600 sĩ quan). Phía Serbia cũng chịu thương vong nặng 164.000 quân trong đó chết 69.000 người trên tổng số 250.000 quân. Tướng Potiorek bị cách chức tổng chỉ huy các lực lượng Áo-Hung tại Balkan và cùng số phận là chỉ huy trưởng Tập đoàn quân số 5 Liborius Ritter von Frank. Tập đoàn quân số 6 Áo-Hung cũng bị giải thể.

## Diễn biến năm 1915

### Bulgaria và Đức tham chiến tại Serbia
Mặt trận Serbia trở nên yên tĩnh cho đến tháng 10 năm 1915 khi Áo-Hung phải tập trung quân cho mặt trận với Nga và từ tháng 5 năm 1915 là một mặt trận mới với người Ý. Tuy nhiên người Đức muốn mở lại tuyến đường sắt Berlin – Baghdad, điều mà không thể đạt được nếu Serbia chưa bị chiếm.
Trong giai đoạn đầu cuộc chiến, Vienna không muốn Bulgaria tham gia tấn công Serbia do lo ngại sẽ bị giảm sút uy tín và chiến lợi phẩm. Tuy nhiên thất bại trong năm 1914 khiến Áo-Hung muốn có sự can thiệp của Bulgaria trong cuộc tấn công tương lai vào Serbia để chắc chắn đảm bảo thắng lợi. Bên cạnh đó, nhiều chính trị gia Áo-Hung cũng không muốn Đức can thiệp vào việc tấn công Serbia nhưng một lần nữa thất bại 1914 chỉ ra Áo-Hung không thể thành công nếu thiếu sự hỗ trợ của người Đức.
Sau thất bại tại chiến tranh Balkan lần hai, Bulgaria cũng muốn lấy lại các vùng Macedonia thuộc Hy Lạp và Serbia và Dobrudja của România. Với việc Liên minh Trung tâm đang đạt được những thắng lợi lớn ở mặt trận phía Đông và phe Hiệp ước không đảm bảo được yêu sách lãnh thổ cho mình, Bulgaia ngả về phe Liên minh Trung tâm dù đang tuyên bố trung lập từ đầu cuộc chiến. Ngày 6 tháng 9 năm 1915, Bulgaria ký với Đế quốc Đức và Đế quốc Áo-Hung Hiệp định liên minh quân sự. Theo đó, trong vòng 30 ngày, Đức-Áo-Hung sẽ bố trí ít nhất sáu sư đoàn dọc sông Danube và Sava, và Bulgaria trong vòng 35 ngày sẽ có bốn sư đoàn ở dọc biên giới Serbia.
Việc chỉ huy liên quân ba nước tấn công Serbia là một vấn đề phức tạp. Tướng Đức August von Mackensen sẽ là tổng chỉ huy của liên quân và mạng lệnh sẽ phải được trao đổi giữa AOK, Oberste Heeresleitung (Bộ chỉ huy tối cao Đức – OHL) và bộ tổng tham mưu Bulgaria. Ngày 18 tháng 9 năm 1915, lực lượng tấn công chính của liên quân, Cụm tập đoàn quân Mackensen được thành lập, bao gồm Tập đoàn quân số 11 Đức của tướng Max von Gallwitz; Tập đoàn quân số 3 Áo-Hung của tướng Hermann Kövess von Kövessháza và Tập đoàn quân số 1 Bulgaria của tướng Kliment Boyadzhiev. Bên cạnh đó còn có Tập đoàn quân số 2 Bulgaria của tướng Georgi Todorov đặt dưới sự chỉ huy trực tiếp của người Bulgaria được bố trí nhằm tấn công Macedonia. Tổng lực lượng liên quân ước tính khoảng 800.000 quân.

### Sự chuẩn bị của Serbia
Mùa xuân năm 1915, Serbia phải tổng động viên 707.000 người, tương đương 1/6 dân số, để chuẩn bị đối đầu với các cuộc tấn công mới của kẻ thù. Quân đội vẫn trong tình trạng thiếu quân trang, quân dụng. Trong nửa đầu năm 1915, quân đội Serbia còn bị ảnh hưởng bởi dịch sốt phát ban: vào tháng 4 năm 1915 có 48.000 lính phải nằm viện vì dịch bệnh. Sức mạnh của quân đội nước này còn bị phân tán khi phải đưa 20.000 quân sang Albania sang trấn giữ miền bắc và miền trung Albania để ngăn chặn những cuộc tấn công của người Albania vào Kosovo và nam Serbia dưới sự xúi giục và viện trợ của Áo-Hung.
Hai sư đoàn, mỗi sư đoàn lần lượt của Pháp và Anh, được đưa đến Salonika, Hy Lạp thay vì Dardanelles để yểm trợ cho Serbia vào ngày 5 tháng 10 nhưng không có đóng góp đáng kể nào cho việc phòng thủ của quân đội nước này và bị Hy Lạp phản đối vì xâm phạm đến vị thế trung lập của họ.

### Cuộc tấn công của liên quân Liên minh Trung tâm và Serbia thất thủ
Ngày 6 tháng 10, pháo binh Đức-Áo-Hung bắt đầu pháo kích vào các phòng tuyến Serbia và vượt sông Drina và Sava. Liên quân Đức-Áo-Hung nhanh chóng hướng về phía Belgrade và giao tranh đã diễn ra ác liệt trên các đường phố Belgrade và đến ngày 9 tháng 10 thì mọi nỗ lực kháng cự của người Serbia tại đây đã chấm dứt nhưng quân Áo cũng phải chịu thương vong 7.000 người. Đức-Áo-Hung tiếp tục tiến sâu về hướng nam truy kích quân Serbia dọc Thung lũng Morava nhưng gặp nhiều khó khăn do địa hình hiểm trở và quân Serbia kháng cự mạnh mẽ.
Sau những khó khăn gặp phải trong quá trình tổng động viên, Bulgaria chính thức tuyên chiến với Serbia vào ngày 14 tháng 10 nhưng trước đó ba ngày quân đội Bulgaria đã mở các cuộc tấn công nhỏ dọc biên giới. Ở phía bắc, Tập đoàn quân số 1 của Boyadzhiev tiến về hướng Niš và Aleksinac tìm cách liên kết với Tập đoàn quân số 11 Đức, trong khi Tập đoàn quân số 2 tiến về Vranje để cắt liên lạc giữa Macedonia và Salonika. Tổng quân số Bulgaria tham gia tấn công Serbia là 300.000 quân. Tập đoàn quân số 1 Bulgaria đánh bại Tập đoàn quân số 2 Serbia trong Trận Morava, còn Tập đoàn quân số 2 Bulgaria đánh bại quân Serbia trong Trận Ovche Pole. Ngày 22 tháng 10, lính Bulgaria đã vào đến Skopje và Kumanovo, tiến sát Niš.
Những chiến thắng của Bulgaria khiến cho mối liên lạc giữa Serbia và liên quân Anh-Pháp tại Salonika bị cắt đứt. Từ ngày 2 đến 12 tháng 11, hai sư đoàn Pháp từ Salonika tiến lên hướng bắc hỗ trợ Serbia bị Tập đoàn quân số 2 Bulgaria đánh bại trong Trận Krivolak và phải rút lui trở về Hy Lạp. Về phía quân Anh không có động thái gì trong giai đoạn đầu sau khi đổ bộ lên Salonika, đã đưa ba lữ đoàn lên phía bắc biên giới Serbia từ cuối tháng 10. Tuy nhiên lực lượng này bị quân Bulgaria pháo kích dữ dội cũng phải rút về Hy Lạp. Quân Bulgaria dừng tiến quân tai biên giới Hy Lạp – Serbia.
Không còn cách nào khác để tránh bị bao vây, Putnik ra lệnh toàn quân Serbia triệt thoái về Kosovo. Ngày 1 tháng 11, quân Đức chiếm được Kragujevac và ngày 5 tháng 11, quân Bulgaria chiếm được trục đường chính then chốt tại thành phố Niš. Ngày 16 tháng 11, thành phố Monastir thất thủ và mỗi người lính Serbia giờ đây chỉ còn một nửa khẩu phần hàng ngày cộng với toàn quân chỉ còn 200 khẩu pháo. Ngày 23 tháng 11, quân Đức chiếm Pristina và Mitrovica. Từ ngày 24 tháng 11, tàn quân Serbia bắt đầu cuộc rút lui băng qua những dãy núi tuyết phủ tại Kosovo và Montenegro để đến miền bắc và miền trung Albania, từ đó đi xuống bờ biển Adriatic. Người dân Serbia cũng di tản chung với lính trong thời tiết khắc nghiệt và đường đi khó khăn, và rất nhiều người đã bỏ mạng dọc đường di tản do đói, bệnh tật và các cuộc tấn công quân sự. Chỉ có khoảng 155.000 người Serbia, hầu hết là binh lính, đến được bờ biển Adriatic và sau đó được di tản đến Corfu. Cuộc di tản kết thúc vào ngày 10 tháng 2 và nhiều người vì kiệt sức đã chết sau khi được giải cứu. Thống chế Putnik được đưa sang Pháp dưỡng bệnh và ông mất một năm sau đó.
Đồng minh của Serbia là Montenegro đã không tiến hành di tản mà ở lại chiến đấu bảo vệ lãnh thổ. Ngày 25 tháng 1 năm 1916, Montenegro đầu hàng Áo-Hung sau khi đã có những kháng cự đáng kể.
Trong suốt chiến dịch 1915, liên quân Đức-Áo-Hung mất 30.000 quân, chủ yếu đến trong hai tuần đầu khi vượt sông Sava–Danube và trên đường tiến về Kragujevac. Bulgarian mất tổng cộng 37.000 quân. Tổn thất của Serbia nặng nề hơn: 90.000 quân chết hoặc bị thương; 150.000 – 170.000 người bị bắt làm tù binh.

## Kết quả
Kết thúc năm 1915, phe Liên minh Trung tâm đã đạt được mục tiêu chính: loại bỏ được một trong nhiều mặt trận và đường bộ từ Đức đến Thổ Nhĩ Kỳ được thông suốt. Quân đội Serbia cũng xem như không còn tồn tại nữa. Việc chiếm đóng Serbia được thực hiện bởi Áo-Hung, Đức và Bulgaria. Bulgaria được chia hơn phân nửa lãnh thổ Serbia trước chiến tranh gồm Macedonia, một phần Kosovo và một phần Niš; Đức được một phần Kosovo và một phần Thung lũng Vardar; những phần còn lại của Serbia, cùng với Montenegro, được đặt dưới chính quyền quân quản của Áo-Hung.
Bulgaria và Áo-Hung áp đặt một chế độ quân quản khắc nghiệt, theo đó hàng ngàn người Serbia bị giết hoặc đưa đến các trại tập trung và các sản phẩm công-nông nghiệp của Serbia được phe Liên minh Trung tâm đem đi phục vụ cho chiến tranh. Tháng 2 năm 1917, người Serbia nổi dậy tại vùng Toplica nhưng chỉ sau một tháng đã bị Bulgaria và Áo đàn áp đẫm máu.
Số lính Serbia di tản đến Corfu về sau đã được đưa về tham chiến tại Salonika cùng với quân Đồng minh dưới sự chỉ huy của Thống chế Zivojin Mišić. Chính lực lượng này đã trở thành mũi tiên phong tiến vào Macedonia vào tháng 9 năm 1918 và giải phóng hoàn toàn Serbia vào đầu tháng 11 năm 1918.